# مون آژل
مون آژل (به فرانسوی: Mont Agel) یک کوه و قله در فرانسه است که در آلپ-ماریتیم واقع شده‌است. مون آژل ۱٬۱۴۸ متر بالاتر از سطح دریا واقع شده‌است.